# Rattus villosissimus
Rattus villosissimus — один з видів гризунів роду пацюків (Rattus).

## Поширення
Цей вид є ендеміком в центральній і північній Австралії. Живе в посушливих або пустельних районах.

## Морфологія
Гризуни середнього розміру, завдовжки 130—225 мм, хвіст — 120—180 мм, вуха — 16 — 22 мм, вага — до 280 грамів.

## Зовнішність
Хутро довге і заплутане. Верхні частини від світло-коричнево-жовтого до червонуватого забарвлення, густо покриті довгими темно-сірими волосками, особливо на спині, в той час як нижні — кремовими або світло-сірими. Хвіст коротший за голову і тіло, рівномірно темно-сірий і покритий 11 кільцями лусочок на сантиметр. Самиці мають 6 пар грудних сосків. Каріотип 2n = 50 FN = 60.

## Звички
Як правило, веде нічний спосіб життя. Це наземний вид. Має дуже високий репродуктивний потенціал.

## Загрози та охорона
Здається, немає ніяких серйозних загроз до цього виду. Знищення сховків худобою може бути загрозою. У Західній Австралії вид, схоже, отримав користь від зрошення. Під час посух спостерігається підвищена загроза полювання з боку диких котів. 
Вид присутній у деяких охоронних територіях.